# Câmara Apostólica
A Câmara Apostólica (em latim: Camera Apostolica, em italiano:  Camera Apostolica) foi um dicastério da Cúria Romana responsável pela administração dos bens temporais da Santa Sé, com funções principais durante a sede vacante, conforme estipulado pela legislação eclesiástica. Criada no século XI, foi um dos órgãos financeiros mais importantes do Estado Pontifício até 1870 e continuou com funções cerimoniais até sua supressão em 5 de junho de 2022, com a entrada em vigor da constituição apostólica Praedicate Evangelium de Papa Francisco. Suas funções foram absorvidas pelo Camerlengo, Vice-Camerlengo, coordenador do Conselho para a Economia e dois assistentes.

## História
A Câmara Apostólica surgiu no século XI como o principal órgão financeiro da administração pontifícia, gerindo rendas do Patrimonium Petri, tributos de igrejas e mosteiros subordinados à Santa Sé e outras fontes de receita. O termo "camerlengo" (do latim camerarius) designava o tesoureiro responsável, cuja função foi formalizada em 1192 por Cêncio, futuro Papa Honório III, com o Liber Censuum Romanae Ecclesiae, um inventário das fontes de renda pontifícia.
No século XIII, a Câmara expandiu suas atribuições com a coleta de taxas para cruzadas, servitia communia de bispos e abades, decimas e subsídios extraordinários, empregando agentes conhecidos como collectores. Até 1870, foi essencial no governo do Estado Pontifício, funcionando como tribunal financeiro supremo e administrando justiça. Após a perda do poder temporal com a Tomada de Roma, suas funções financeiras tornaram-se nominais, limitando-se a papéis cerimoniais durante a sede vacante.
Reformas significativas incluíram:
- 1590: A bula In conferendis precipuis de Papa Sisto V definiu as atribuições do tesoureiro geral.[8]
- 1742–1746: Papa Bento XIV separou as competências do Camerlengo e do tesoureiro, criando a computisteria geral para unificar o orçamento.
- 1847–1848: Papa Pio IX transferiu funções judiciais do tesoureiro e transformou o cargo em ministro das Finanças.[9]

A Câmara foi formalmente suprimida em 2022, com suas funções remanescentes transferidas para o Camerlengo e o Conselho para a Economia.

## Funções
As principais funções da Câmara Apostólica, especialmente durante a sede vacante, incluíam:
- Administração temporal: Gerir os bens e direitos temporais da Santa Sé, com o Camerlengo supervisionando as operações e obtendo aprovação do Colégio dos Cardeais para questões graves.
- Constatação do falecimento: Assistir o Camerlengo na verificação oficial da morte do Papa, redigindo a acta autenticada.[10]
- Gestão durante o conclave: Atender às necessidades dos cardeais e administrar os Palazzi Vaticani.
- Relatórios financeiros: Solicitar balanços da Prefeitura dos Assuntos Econômicos da Santa Sé e relatórios de outras administrações.

Historicamente, a Câmara também:
- Tribunal financeiro: Atuava como corte suprema para disputas administrativas no Estado Pontifício até 1870.[11]
- Gestão de rendas: Controlava tributos, como o Obolo de São Pedro, e rendas do Patrimonium Petri.[4]

## Componentes
Os principais componentes da Câmara Apostólica eram:
- Camerlengo: Cardeal responsável por reger a Santa Sé durante a sede vacante, com autoridade parcial sobre a administração papal.[1]
- Vice-Camerlengo: Prelado que, até 1870, atuava como Governador de Roma, mantendo a ordem pública.[12]
- Auditor Camerae: Juiz supremo em questões financeiras até 1870, presidindo a corte suprema para decisões importantes.[4]
- Tesoureiro Geral: Controlava as rendas do Estado Pontifício e os tributos papais.
- Chierici della Camera: Colégio de sete prelados que geriam propriedades, consultavam em questões administrativas e atuavam como tribunal.[13]

Os chierici também participavam de cortejos papais e, durante a sede vacante, elaboravam inventários e dirigiam a política interna e externa.

## Cronologia

### Camerlenghi da Santa Igreja Romana
Ver também

### Tesoureiros Gerais (Seleção)
- Alessandro Farnese (1492–1493)
- Francesco Borgia (1493–1500)
- Adriano Castellesi (1500–1502)
- Francesco Alidosi (1504–1505)
- Bernardo Dovizi da Bibbiena (1513)
- Ferdinando Ponzetti (1513–1517)
- Bartolomeo Cesi (1589–1596)
- Tiberio Cerasi (1596–1601)
- Luigi Capponi (1605–1608)
- Costanzo Patrizi (1615–1624)
- Stefano Durazzo (1627–1634)
- Giovanni Battista Mesmer (1743–1747)
- Giacomo Antonelli (1845–1847)
- Carlo Luigi Morichini (1847–1848, tornou-se Ministro das Finanças)

### Auditores Gerais (Seleção)
- Alessandro Riario (1565–1578)
- Girolamo Mattei (1579–1586)
- Marcello Lante (1597–1606)
- Giovanni Domenico Spinola (1610–1626)
- Niccolò Acciaiuoli (1657–1669)
- Giuseppe Sciacca (2013–2020, cargo suprimido)